# Frente de Liberación de la Barba
El Frente de Liberación de la Barba (BLF, por sus siglas en inglés) es un grupo de interés británico que aboga por las barbas y se opone a la discriminación pogonofóbica hacia quienes las utilizan. Fundado en 1995 por el historiador socialista Keith Flett, quien sigue organizando y representando a la entidad, el BLF ha llevado a cabo numerosas campañas en defensa de las barbas y en contra de la pogonofobia en el ámbito laboral, así como la discriminación hacia quienes llevan barba por razones religiosas. Actualmente, también organiza el premio anual Barba del Año.
A primera vista, la campaña parece semihumorística, con objetivos que aparentan ser frívolos, afirmaciones ocasionales de discriminación y conspiración, y un fundador que también actúa como portavoz de la Campaña por los Conkers Auténticos.Sin embargo, la organización ha puesto de relieve cuestiones más serias, pronunciándose en contra de casos como la suspensión de un bombero que se negó a afeitarse la perilla y la prohibición de barbas entre los trabajadores petroleros de ExxonMobil, donde los empleadores argumentaron que las barbas interferían con los equipos respiratorios.Flett sostiene que existe un problema de "discriminación real" contra los hombres con barba. Aunque reconoce que, a diferencia de la raza y el género, la barba es una cuestión de elección, ha afirmado que el barbarismo está vinculado a formas más graves de discriminación.

Los empleadores que prohíben a sus trabajadores varones tener barba –un número cada vez mayor, por cierto– son también los mismos empleadores que exigen que sus trabajadoras usen faldas y no pantalones, y que discriminan rigurosamente, cuando llega el momento de la evaluación anual, contra cualquiera que no se ajuste al estereotipo de un hombre blanco joven y soltero con traje.

Se desconoce el tamaño de la organización; Flett la describe como "una red informal" y ha afirmado en el pasado tener "unos cientos de seguidores".Él es el único portavoz de la organización en los medios.

## Campañas

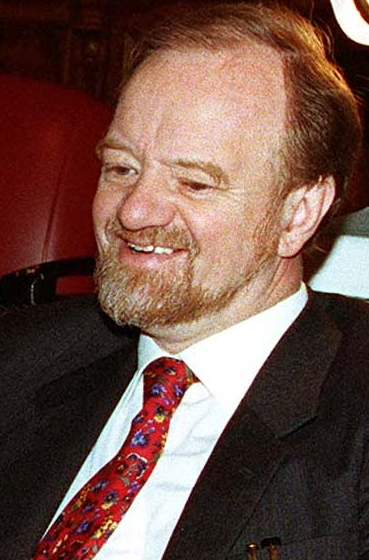
Robin Cook, el primer ministro de Asuntos Exteriores moderno que lleva barba

En ocasión de su fundación, Keith Flett afirmó que «las barbas son políticamente progresistas. Todos los grandes socialistas revolucionarios tenían barba. Stalin tenía bigote». El BLF pronto se hizo cargo de la causa de las barbas en la política británica. En 1996, el BLF pidió que se nombrara a un hombre con barba en el gabinete. Según el diario Independent Eagle Eye, fuentes del Partido Laborista, entonces en la oposición, prometieron que, si eran elegidos, el gabinete incluiría al primer ministro con barba desde el barón Passfield en 1929. Tras la victoria del Partido Laborista en las elecciones generales un año después, el barbudo Robin Cook fue nombrado debidamente ministro de Asuntos Exteriores. Desde entonces, sin embargo, el BLF ha considerado que el Nuevo Laborismo está obsesionado con una imagen bien afeitada, con algunas excepciones notables (entre ellas, David Blunkett y Charles Clarke).
En 1998, el BLF expresó su indignación por la denegación del título de caballero al actor Sean Connery, alegando que "fuentes del Nuevo Laborismo normalmente fiables" les habían dicho que la razón era su barba.El propio Connery dijo que su título de caballero se retrasó debido a su apoyo a la independencia escocesa,otros señalaron sus comentarios anteriores que supuestamente toleraban la violencia contra las mujeres.Connery finalmente fue nombrado caballero en 2000.
En 2000, el BLF se unió a las protestas anticapitalistas del Primero de Mayo con un "movimiento de barba masivo", denunciando el desperdicio de recursos naturales que implicaba la producción de espuma y brochas de afeitar.También afirmó que Robert Burns tenía barba y que las imágenes contemporáneas de él que lo mostraban bien afeitado eran una imagen fabricada diseñada para hacerlo más popular entre los ingleses. La Federación Burns dijo que no había pruebas que respaldaran las afirmaciones de Flett y dijo que estaba "hablando a través de su barba".
En 2002, el BLF hizo un llamado a un semiboicot a la segunda película de Harry Potter, Harry Potter y la cámara secreta, citando la presencia continua de barbas postizas que lucían los actores Robbie Coltrane y Richard Harris. Flett afirmó que la temporada navideña era la peor época del año para las burlas de los barbudos, y que las películas de Potter se sumaban a la munición que ya había dado Papá Noel. Reconociendo que la presión de los hijos de los barbudos sería demasiado grande como para considerar un boicot total, dijo que simplemente se estaba alentando a los partidarios a silbar y abuchear frente a la pantalla.
En 2006, el BLF se unió a las filas de las organizaciones que emitieron consejos de salud durante la ola de calor récord al aconsejar a los usuarios de barba que se recortaran la barba, la cubrieran con pañuelos y la mantuvieran fresca colocándola "brevemente en el congelador de un refrigerador o sumergiéndola en medio litro de cerveza real".
El BLF boicoteó el Campeonato Mundial de Barba y Bigote de 2007, ya que afirmaba que el evento se centraba demasiado en el corte y el estilo de los bigotes en lugar de en el cultivo puro de la barba. También se enfadaron con el Handlebar Club, que organizaba el evento, debido a que su club prohíbe totalmente la afiliación a quienes tengan barba de cualquier tipo. El usuario de bigote de manillar y satírico Michael "Atters" Attree, que fue presidente honorario y maestro de ceremonias de los campeonatos de 2007 (y forma parte del comité del Handlebar Club), dijo que la actitud de la BLF hacia la gestión del WBMC por parte de su club con sede en Londres era "una tontería y una absoluta estupidez". Afirmó: "El cuidado personal es de suma importancia para ser un caballero. A menudo, los clubes de barbas han sido los anfitriones de la WBMC. Nosotros sólo estamos mostrando a los barbudos cómo hacerlo correctamente".Al comentar sobre las aspiraciones socialistas del BLF, Attree afirmó: "Prefiero que me dispare un fascista con bigote que aburrirme hasta la muerte con el BLF". 

En 2007, durante la campaña para el liderazgo del Partido Laborista, el Frente de Liberación de la Barba celebró debates en grupo y decidió apoyar a Charles Clarke para el puesto, aunque finalmente anunció que no se presentaría y que apoyaría a Gordon Brown. Se informó que el organizador Keith Flett dijo:
Tiene una personalidad pública muy reconocible y está a un millón de kilómetros de la imagen del hombre bien afeitado y con traje que caracteriza los años de Blair y Brown y que imitan David Cameron y Sir Menzies Campbell. Creemos que Gran Bretaña está preparada para un primer ministro con barba.
En junio de 2010, Keith Flett anunció que el BLF había establecido que la temporada 2010 de Beards and Sandals se desarrollaría del 6 de junio al 31 de agosto.

## Barba del Año

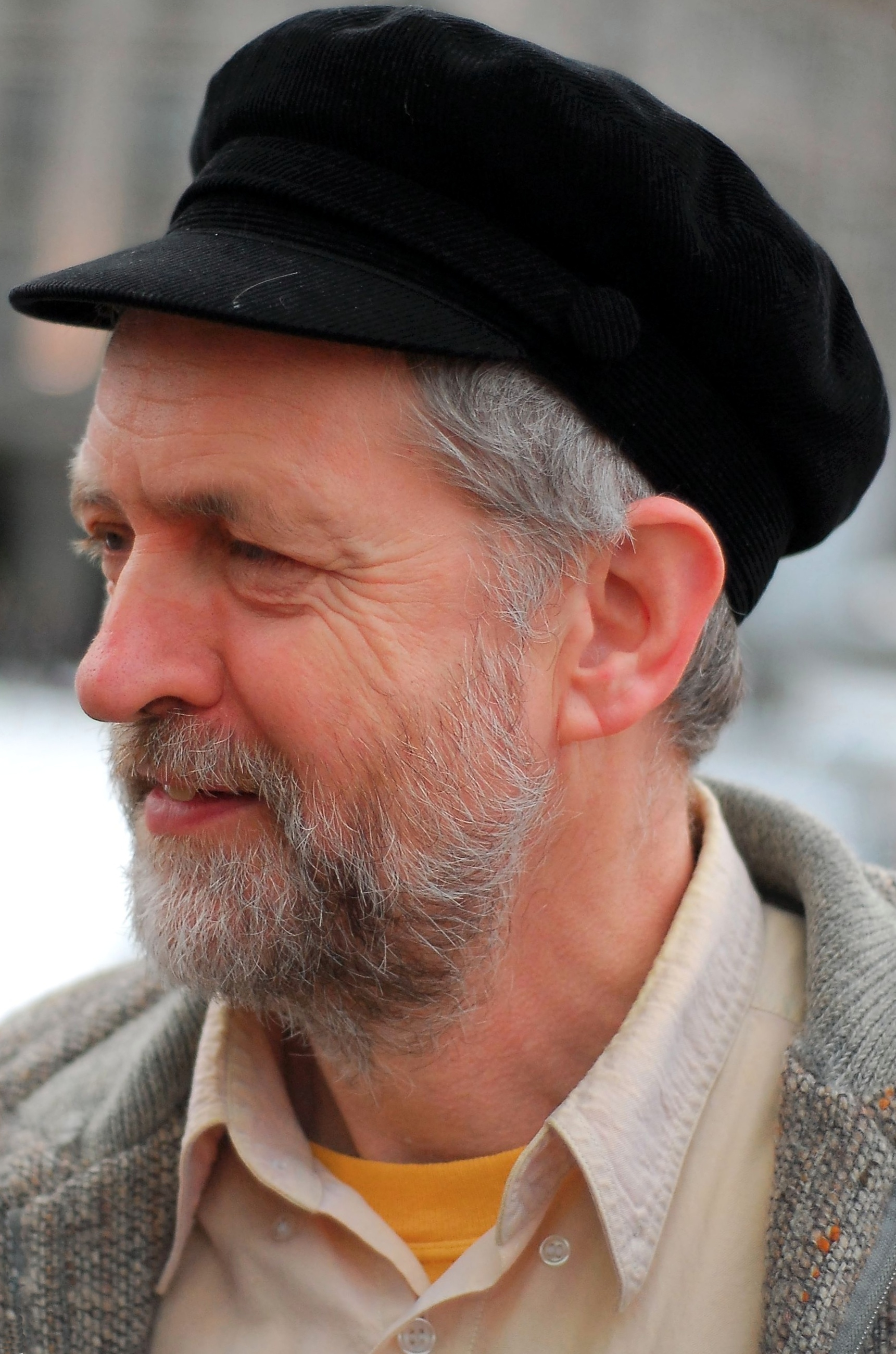
Jeremy Corbyn, Barba del Año 2001

En 2000, Frank Dobson fue nombrado "Barba 2000", en medio de la controversia por su afirmación de que los asesores de imagen del Partido Laborista le habían dicho que se afeitara su barba premiada para las próximas elecciones a la alcaldía de Londres. Dobson dijo que les había dicho que se la "metiesen donde les quepa".
El diputado laborista Jeremy Corbyn, que consideraba su barba "una forma de disidencia" contra el Nuevo Laborismo, derrotó a Rolf Harris y ganó el premio de 2001.
El ganador de 2002 fue el secretario de Educación, Charles Clarke, quien venció al comediante Ricky Gervais y al arzobispo de Canterbury, Rowan Williams, por el título, aunque Flett sugirió que su barba era probablemente "pragmática" para ocultar múltiples papadas.
El premio Barba del Año 2004 fue otorgado conjuntamente por el jugador de críquet Andrew Flintoff y el líder sindical de NATFHE Paul Mackney, debido a la estrecha diferencia de votos entre ellos.
Después de que el equipo de críquet inglés recuperara las Ashes por primera vez en dieciséis años, Andrew Flintoff ganó el premio nuevamente en 2005, esta vez sin compartir, para acompañar su premio a la Personalidad Deportiva del Año de la BBC y su MBE. El director de El Señor de los Anillos, Peter Jackson, quedó en segundo lugar, mientras que el exganador conjunto Paul Mackney quedó relegado al tercer lugar.
La derrota de Inglaterra en las Ashes al año siguiente no impidió que el premio de 2006 fuera otorgado a un jugador de críquet por tercer año consecutivo; esta vez al lanzador de spin inglés Monty Panesar, quien ganó por un estrecho margen con el 30 por ciento de los votos. El presidente cubano Fidel Castro quedó en segundo lugar con el 29 por ciento; Paul Mackney volvió a quedar tercero, empatado con el arzobispo de Canterbury, Rowan Williams, con el 10 por ciento cada uno.
El todoterreno australiano Andrew Symonds y el lanzador de Sri Lanka Muttiah Muralitharan compartieron el premio a la Barba de la Copa Mundial de Cricket de 2007, con Panesar como subcampeón.
En 2007, el premio Barba del Año fue otorgado a Robert Plant, el cantante principal de Led Zeppelin.
Rowan Williams, el arzobispo de Canterbury, regresó para ganar el premio Barba del Año 2008, con el Príncipe William en un muy cercano segundo lugar.
En 2009, el vocalista de Rage Against the Machine, Zach de la Rocha, ganó el premio Barba del Año, que se incluyó en el Número Uno navideño de la banda. Derrotó al filósofo esloveno Slavoj Žižek.
La barba del año 2010 fue la del presidente del Sinn Féin, Gerry Adams.
El ganador en 2011 fue el escritor y crítico de restaurantes Jay Rayner.
En 2012 se entregó el premio al periodista y locutor de radio Robin Lustig.
Michael Eavis, organizador del Festival de Glastonbury, fue galardonado con el premio Barba de los 2000, superando al exlíder cubano Fidel Castro. Keith Flett dijo: "Tanto Eavis como Castro han pasado a un segundo plano hacia el final de la década, pero sus barbas siguen siendo icónicas. Michael Eavis es un auténtico icono hirsuto de los 2000 y le ganó a Castro el galardón por un pelo muy fino".
En 2013, Gareth Malone ganó el premio a la Barba del Año. Venció a John Hurt, Geoff Parling y Jeremy Paxman, quienes llegaron a la lista de finalistas, pero quedaron fuera del top 3, a pesar de tener una de las barbas más discutidas de 2013.
En 2013 también se entregó el primer premio St. David's Day Beard of Wales, que se lo llevó Adam Jones. Leigh Halfpenny ganó en 2014 y Joe Ledley en 2016. En 2015 ganaron conjuntamente el cervecero Toby Copestake y el músico Chris Fox.Este último también quedó en segundo lugar en 2016 y ganó directamente en 2017.
Los ganadores en la década de 2020 incluyen al jugador de cricket Mooen Ali en 2022 y al alcalde de North Tyne Jamie Driscoll en 2023. En 2021, Michael Rosen se convirtió en el primer ganador consecutivo, habiendo sido ganador conjunto en 2020 junto con Michael Sheen.

## Secciones fuera de Gran Bretaña
En marzo de 2012, Keith Flett se comunicó con Zorko Sirotić, artista visual croata, y lo nombró jefe de la sección de Europa central y oriental del BLF. Flett anunció esto a través de su página de Twitter el 9 de marzo.